# تامارو نائوماسا
تامارو نائوماسا (به ژاپنی: 田丸 直昌 たまる なおまさ) (۱۵۴۳ – ۱۶۰۹) یک دایمیو در دوره سنگوکو و اوایل دوره ادو بود.